# مطالعات انتقادی جانوران
مطالعات انتقادی جانوران (انگلیسی: Critical animal studies) یک شاخه علمی و عملی میان رشته‌ای است که از آغاز سدۀ ۲۱ شکل گرفت. دغدغه اصلی این حوزه از مطالعات و کنشگری رابطه اخلاقی میان مردم و جانوران است. پژوهشگران دانشگاهی در این زمینه با کنشگری و فعالیت سیاسی آمیخته است. پژوهشگران از شاخه‌های مختلف و کنشگران حقوق جانوران در این زمینه فعالیت می‌کنند.

## تاریخچه
پیشینۀ مطالعات انتقادی جانوران به جنبش‌های اجتماعی دهۀ ۶۰ و ۷۰ برمی‌گردد، زمانی که مسائل محیط زیست و جانوران وارد مباحث علمی شد. همزمان برای نخستین بار جنبش حقوق جانوران و جبهه آزادی جانوران نیز پدید آمده است. اگرچه مطالعات انتقادی جانوران را می‌توان ادامه مستقیم این جنبش‌ها در نظر گرفت اما شروع موسساتی آن همزمان با تأسیس مرکز امور آزادی جانوران در سال ۲۰۰۱ بود. نخستین کتابی که به‌طور کامل به تاریخچه، اخلاق و راهبردهای جبهه آزادی جانوران پرداخت، کتابی اثرِ بِست (Best) و نوچلا (Nocella) با عنوان (تروریست‌ها یا مبارزان آزادی؟) (Terrorists or Freedom Fighters) بود.